# Синът на Нептун
Синът на Нептун (на английски: The Son of Neptune) е втората книга от фентъзи-поредицата „Героите на Олимп“ на писателя Рик Риърдън. В тази книга останалият без спомени Пърси Джаксън попада в римския лагер ,,Юпитер". Заедно с приятелите му Хейзъл и Франк успяват да освободят богът на смъртта Танатос, който е пленен от гиганта Алкионей.

## Сюжет
Без спомени и без посока Пърси Джаксън се озовава в необикновен лагер за римски герои, където никой не гледа с добро око на гърците. Но на полубоговете там им предстои неравна битка. Преди да се опомни, Пърси е въвлечен в невъзможна мисия. Той и новите му приятели Хейзъл и Франк разполагат с четири дни, за да освободят Смъртта от лапите на безсмъртен гигант и да върнат изгубения символ на легиона. Само така римляните ще имат реален шанс срещу могъщата войска, която приближава лагера им.